# 無籽西瓜

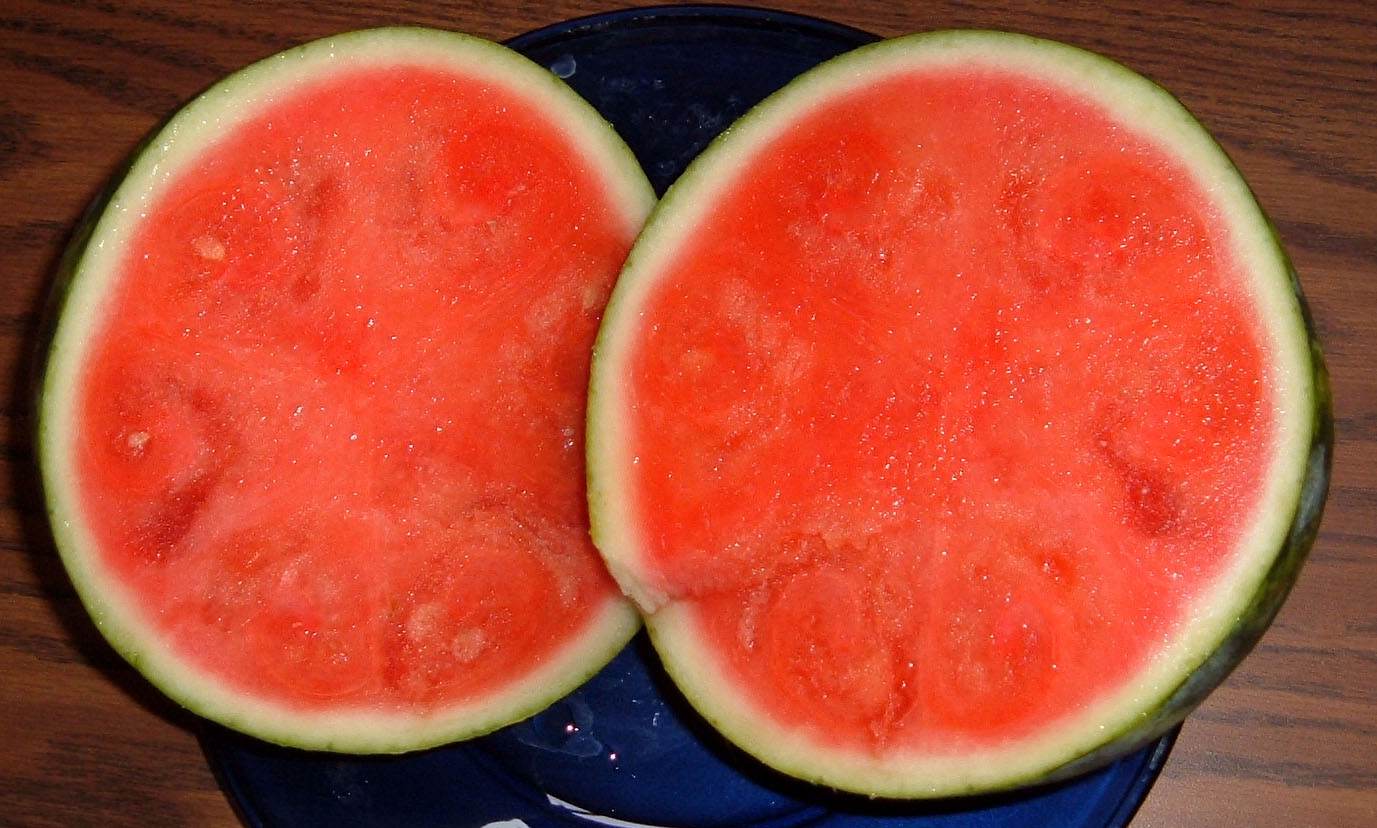
無籽西瓜

無籽西瓜，通常指經過人工處理後生產的三倍體西瓜。

## 原理
一般的西瓜是二倍體植物（即每個細胞內有2套染色體）。用秋水仙素處理萌發的普通西瓜幼苗，使染色體加倍，植株成為四倍體。將四倍體作為母本，與父本二倍體西瓜雜交後，產生三倍體種子。再種下三倍體西瓜的種子，由於染色體數為奇數，無法進行聯會，所以植株無法產生花粉，需要一般西瓜的為其授粉。最後結出的果實是三倍體果實，即無籽西瓜。跟一般西瓜的種子比起來，無籽西瓜中的種子小且不明顯。這種西瓜無法通過種子繁殖。